# العلاقات التايلندية الأمريكية
تعود العلاقات الثنائية بين مملكة تايلاند والولايات المتحدة الأمريكية إلى عام 1818. لطالما كانت تايلاند والولايات المتحدة الأمريكية حليفتين وثيقتين وشريكتين دبلوماسيتين.
وفقًا لاستطلاع للرأي أجرته مؤسسة غالوب عام 2012، يؤيد 60 بالمائة من التايلانديين الإدارة الأمريكية تحت رئاسة أوباما، بينما كان هناك 14 بالمائة معارضين لها، و26 بالمائة بدون رأي محدد. في عام 2013، كان هناك 7314 طالبًا أجنبيًا من أصل تايلندي يدرسون في الولايات المتحدة الأمريكية، ويمثلون 0.9 في المائة من جميع الأجانب الذين يحصلون على التعليم العالي في أمريكا. وفقًا لاستطلاع للرأي العام في 2014، فإن 73 بالمائة من التايلانديين يمتلكون نظرة إيجابية تجاه الولايات المتحدة الأمريكية، مقارنة بـ 15 بالمائة على النقيض.

## التاريخ

### القرن التاسع عشر
حدث أول اتصال مسجل بين تايلاند (المعروفة باسم سيام آنذاك) والولايات المتحدة الأمريكية في عام 1818، عندما زار قبطان سفينة أمريكية البلاد، حاملًا رسالة من الرئيس الأمريكي جيمس مونرو. هاجر التوأمان تشانغ وإنج بنكر إلى أمريكا في أوائل الثلاثينات من القرن التاسع عشر. في عام 1832، أرسل الرئيس أندرو جاكسون مبعوثه إدموند روبرتس في الزورق الحربي الأمريكي «الطاووس»، إلى محاكم كوتشي الصينية، وسيام، ومسقط. أبرم روبرتس معاهدة التفاهم والتجارة في 20 مارس 1833 مع التشاو فرايا فرا كلانج ممثلًا عن الملك فرا نانغ كلاو؛ ثم بودلت التصديقات في 14 أبريل 1836؛ وأُعلنت في 24 يونيو 1837. رافق الجراح البحري ويليام روشينبرجر مهمة العودة لتبادل التصديقات. جُمعت قصته وقصة السيد روبرتس، وُحررت، وأُعيد نشرها باسم «دبلوماسيين يانكيين في سيام عام 1830». تميزت الذكرى 150 لمهمة روبرتس في عام 1982 بإصدار الطبعة الأولى من «النسر والصقر: العلاقات التايلاندية الأمريكية منذ عام 1833»، تلتها العديد من الإصدارات بما في ذلك إصدار الاحتفال الملكي لعام 1987، ونسخة اليوبيل الذهبي لعام 1997. وقد أكد ذلك رئيس الوزراء السابق ساماك سوندارافيج، الذي التقى مع الرئيس الأمريكي جورج بوش في عام 2008 في «مناسبة الاحتفال بالذكرى 175 للعلاقات التايلاندية - الأمريكية».
وبالتالي فإن تايلاند هي الدولة الآسيوية الأولى التي امتلكت اتفاقًا دبلوماسيًا رسميًا مع الولايات المتحدة الأمريكية. سابقةً بإحدى عشرة سنة إمبراطورية تشينغ العظيمة، وواحد وعشرين سنة قبل اليابان تحت حكم عائلة توكوغاوا. في مايو 1856، ناقش تاونسند هاريس ممثل الرئيس فرانكلين بيرس تعديل معاهدة التفاهم والتجارة والملاحة مع ممثلي الملك منغوكوت (الذي سيُسمى لاحقًا راما الرابع)، والذي منح الأمريكيين ولاية قضائية خارج الحدود الإقليمية. عُين ستيفن ماتون المبشر الأمريكي الذي عمل كمترجم هاريس كأول قنصل للولايات المتحدة في سيام. (تذكر مسرحية رودجرز وهامرشتاين «الملك وأنا» بشكل عابر أن الملك خطط لإرسال فيلة حربية لمساعدة الرئيس لينكولن في حربه العظمى. بينما تذكر الرسالة الفعلية التي أرسلها الملك مونغكوت بعد تلقيه الهدايا من الولايات المتحدة الأمريكية إلى الرئيس الذي كان جيمس بوكانان حينها، إرسال الفيلة من أجل استخدامها لتربية ماشية، وليس بغرض الحرب؛ وقد تلقى هذا العرض لينكولن ورفضه بشكل مهذب).
بمناسبة الذكرى 150 للعلاقات، كُشف النقاب عن إعطاء الرئيس أندرو جاكسون ملك تايلند (المعروف لاحقًا باسم راما الثالث) سيفًا ذهبيًا ذا تصميم يحتوي على فيل ونسر يطارده بمقبض ذهبي. وقد عرض على الملك أيضًا مجموعة تجريبية من العملات المعدنية الأمريكية والتي تضمنت جملة «ملك سيام» على دولارات 1804 ضُربت في عام 1834. اُشتريت المجموعة، ما عدا ميدالية جاكسون الذهبية، بسعر قياسي قدره 8.5 مليون دولار أمريكي من قبل ستيفن ل. كونتيرسي رئيس جمعية جامعي العملات النادرة في إفرين بولاية كاليفورنيا في 1 نوفمبر 2005. بيعت المجموعة بواسطة مؤسسة جولدبيرج للعملات والتذكارات في بيفرلي هيلز بولاية كاليفورنيا، نيابة عن مالك مجهول وُصف بأنه «مسؤول تنفيذي لشركة تجارية في الساحل الغربي»، والذي اشتراها بمبلغ قيمته 4 ملايين دولار أمريكي منذ أربع سنوات.

### أوائل القرن العشرين
أُصدر فيا سوريانوات وزير سيام في باريس تعليماته بعد وفاة المستشار العام للشؤون الخارجية غوستاف رولين-جيكامينس في عام 1902 بإيجاد بديل. لم يتمكن فيا سوريانوات من العثور على مرشح مناسب في أوروبا، وأبلغ وزير سيام في واشنطن أنه قرر في ظل هذه الظروف التعاقد مع مرشح أمريكي. في عام 1903، حصل الدبلوماسي الأمريكي السابق إدوارد هنري ستروبل على إجازة من منصبه كأستاذ شاغل لكرسي بيميس للقانون الدولي في كلية الحقوق بجامعة هارفارد من أجل تمثيل مملكة سيام في محكمة التحكيم الدولية في لاهاي، التي ساعد رولين-جايكمينز في تأسيسها. في عام 1906، انتقل ستروبل إلى بانكوك لتولي منصب المستشار العام، الذي توفي وهو يشغله في 15 يناير 1908. وكان من بين خلفائه جينس ويستنغارد 1909–1914، وولكوت بيتكين 1915-1917، وإلدون جيمس، وفرانسيس ب. سيير، الذين كانوا كلهم أساتذة قانون سابقين في هارفارد باستثناء بيتكين. «تثق حكومة سيام في المستشار الأمريكي للشؤون الخارجية للعمل بما يخدم مصلحة سيام. وقد فوضت له السلطة والمسؤولية. وسُمح له بدرجة كبيرة من الحرية في عمله. ولقد ساهم المستشار الأمريكي بصفته محاميًا، وفقيهًا، ومحاميًا، ومستشارًا للسياسات بشكل كبير في الاختتام الناجح لمفاوضات المعاهدة مع الغرب». وُقعت اتفاقية تخص العلاقات بين البلدين في واشنطن العاصمة في 16 ديسمبر 1920.

### معاهدة التفاهم (1966)
طورت الولايات المتحدة الأمريكية وتايلاند علاقات وثيقة منذ الحرب العالمية الثانية، يتجلى ذلك في العديد من المعاهدات الثنائية، ومشاركة البلدين في أنشطة واتفاقيات الأمم المتحدة المتعددة الأطراف. التنظيم الثنائي الرئيسي هو معاهدة التفاهم والعلاقات الاقتصادية لعام 1966، والتي تسهل وصول الشركات الأمريكية والتايلاندية إلى أسواق بعضهما البعض. تتناول اتفاقيات هامة أخرى الاستخدامات السلمية للطاقة الذرية، ومبيعات السلع الزراعية، وضمانات الاستثمار، والمساعدات العسكرية والاقتصادية.

### اتفاقية التجارة الحرة المقترحة (2004 إلى الوقت الحاضر)
في يونيو 2004، دخلت الولايات المتحدة وتايلاند في مفاوضات تخص اتفاقية للتجارة الحرة، والتي ستقلل وتزيل الحواجز أمام التجارة والاستثمار بين البلدين عند إبرامها. وقد عُلقت هذه المفاوضات بعد حل البرلمان التايلاندي في فبراير 2006، والانقلاب الذي تلاه في سبتمبر من نفس العام. أصدرت الحكومة العسكرية الجديدة تراخيص إجبارية للعديد من الأدوية المضادة لفيروس نقص المناعة البشرية، مما أدى إلى إنهاء مفاوضات اتفاقية التجارة الحرة بشكل كبير. أدى هذا وفقًا لثيتينان بونجسودهيراك أستاذ العلوم السياسية في جامعة شولالونجكورن إلى إهمال العلاقات الثنائية.

### الانقلاب التايلاندي 2014
في 22 مايو 2014، قامت القوات المسلحة الملكية التايلاندية بقيادة الجنرال برايوت تشان أوتشا قائد الجيش التايلاندي الملكي بانقلاب ضد حكومة تصريف الأعمال في تايلاند، وذلك بعد ستة أشهر من الأزمة السياسية. أصدر وزير الخارجية الأمريكي جون كيري بيانًا يدين فيه الانقلاب، قائلًا إنه «أصيب بخيبة أمل» من قرار الجيش، و «أن هذا الفعل سيكون له آثار سلبية على العلاقات الأمريكية التايلاندية، خاصةً علاقتنا بالجيش التايلاندي».

## التعاون الأمني
تعد الولايات المتحدة وتايلاند من بين الدول الموقعة على ميثاق مانيلا لعام 1954 لحلف السياتو (حلف جنوب وشرق آسيا) السابق. تنص المادة الرابعة (1) من هذه المعاهدة على أنه في حالة وقوع هجوم مسلح في منطقة المعاهدة (التي تشمل تايلاند)، فإن كل عضو «سيتصرف لمواجهة الخطر المشترك وفقًا لمنهجه الدستوري». على الرغم من حل حلف السياتو في عام 1977، فإن اتفاق مانيلا لا يزال ساري المفعول، ويشكل جنبًا إلى جنب مع بيان ثانات-روسك لعام 1962 أساس الالتزامات الأمنية الأمريكية تجاه تايلاند. لا تزال تايلاند حليفًا أمنيًا رئيسيًا في آسيا، إلى جانب أستراليا، واليابان، والفلبين، وكوريا الجنوبية. في ديسمبر 2003، عُينت تايلاند كحليف رئيسي من خارج حلف الناتو.
تلقت تايلاند معدات عسكرية أمريكية، وإمدادات أساسية، وتدريبات، ومساعدات في بناء وتحسين المنشآت والمباني في أغلب الوقت منذ عام 1950. شملت المساعدة الأمنية الأمريكية في العقود الأخيرة برامج تدريب عسكرية نُفذت في الولايات المتحدة وأماكن أخرى. أشرفت مجموعة استشارية عسكرية أمريكية صغيرة في تايلاند على تسليم المعدات إلى القوات المسلحة الملكية التايلاندية، وتدريب الأفراد العسكريين التايلانديين على استخدامها وصيانتها. عُلق تمويل التعليم، والتدريب العسكري الدولي، وبرامج التمويل العسكري الأجنبي، إلى جانب برامج أخرى مختارة تبلغ قيمتها 29 مليون دولار أمريكي، بعد انقلاب 19 سبتمبر 2006 في تايلاند. طورت تايلاند والولايات المتحدة الأمريكية كجزء من التعاون الدفاعي المتبادل على مدى العقد الماضي برنامج تدريبات عسكرية مشتركة نشطة، والذي تشترك فيه جميع أفرع كل دولة بمتوسط 40 تمرينًا مشتركًا في السنة.
يعد مطار يو تاباو الملكي التايلاندي التابع للقوات البحرية العسكرية في تايلاند حاليًا «المرفق الوحيد في جنوب شرق آسيا القادر على دعم العمليات اللوجستية واسعة النطاق». سمحت تايلاند لطائرات الولايات المتحدة الأمريكية باستخدام مطار يو تاباو للهبوط والتزود بالوقود بعد السفر عبر المحيط الهادئ في طريقها إلى تنفيذ العمليات العسكرية الأمريكية في العراق وأفغانستان.